# Phytomyza thoracica
Phytomyza thoracica är en tvåvingeart som först beskrevs av Macquart 1835.  Phytomyza thoracica ingår i släktet Phytomyza och familjen minerarflugor.
Artens utbredningsområde är Frankrike. Inga underarter finns listade i Catalogue of Life.